# 朝阳街道 (南宁市)
朝阳街道，是中华人民共和国广西壮族自治区南宁市兴宁区下辖的一个乡镇级行政单位。

## 行政区划
朝阳街道下辖以下地区：
朝阳社区、华东社区、运德社区、中华社区、望州社区、望州南社区、明秀水电社区、绿园社区、高峰林场社区、林学社区、热作社区、香草苑社区、明秀路桥社区、三建社区、翠峰社区和虎邱村。